# Senja
Senja és la segona illa més gran de Noruega (a banda de les illes Svalbard) prop del mig de la línia costanera del comtat de Troms, al nord-oest del país. És a la vora de la ciutat de Finnsnes. Té una connexió per carretera amb terra ferma a través del Pont Gisund, que travessa el pas homònim. Entre altres coses, Senja allotja el Parc Nacional Ånderdalen National, uns quants pobles de pescadors. Es diu també que acull la casa del trol (monstre de la mitologia escandinava) més gran del món, anomenat Senja Trollet («El Trol de Senja»). Els municipis de Senja són Lenvik (part del qual és en terra ferma), Berg, Torsken i Tranøy. La costa occidental de Senja, que mira a mar obert, està dominada per abruptes muntanyes que cauen directament al mar, amb alguns pobles de pesca (com Gryllefjord, Husøy) aprofitant petits racons de platja. La part oriental de l'illa és dominada per boscos, rius (amb abundància de salmó) i camps de conreu.